# Reaktiver Lymphocyt

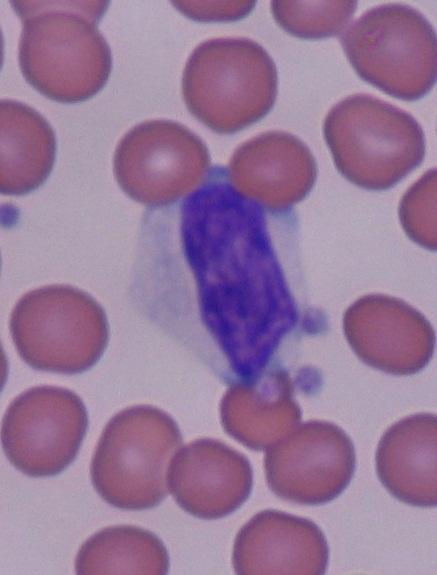
Reaktiver Lymphocyt, umgeben von roten Blutkörperchen

Reaktive Lymphocyten sind Lymphocyten, die aufgrund einer Antigen-Stimulation größer werden. Typischerweise können sie mehr als 30 µm im Durchmesser sowie unterschiedliche Größe und Form haben.
Die Zellkerne eines reaktiven Lymphozyten können rund, elliptisch, eingebuchtet, zerklüftet oder gefaltet sein. Zytoplasma ist oft reichlich vorhanden und kann basophil sein. Vakuolen und/oder azurophilische Körnchen sind auch manchmal vorhanden. In den meisten Fällen weist das Zytoplasma eine graue, hellblaue oder tiefblaue Farbe auf.
Die markante Zelle in Zusammenhang mit EBV oder CMV ist als „Downey-Zelle“ bekannt. Sie wurde nach Hal Downey benannt, der 1923 zur Charakterisierung beigetragen hat. Manchmal wird sie fälschlicherweise auch als „Downy-Zelle“ bezeichnet.

## Ursachen
Reaktive Lymphozyten hängen in der Regel mit viralen Erkrankungen zusammen, können aber auch als Folge von Arzneimittelwirkungen (wie Phenytoin), Impfungen, Strahlung, hormonelle Ursachen (wie Stress und Addison-Krankheit) sowie einige Autoimmunerkrankungen (z. B. rheumatoide Arthritis) auftreten.
Einige pathogen-bedingte Ursachen beinhalten:
- Epstein-Barr-Virus
- Humanes Cytomegalievirus
- Toxoplasma gondii
- Treponema pallidum (Syphilis)
- Streptococcus agalactiae (Group B Streptokokken),
- Hepatitis C
- Hantaviren[4]